# Battlefield Hardline
Battlefield Hardline je střílečka z pohledu první osoby vyvinutá studiem Visceral Games a vydaná společností Electronic Arts. Byla vydána 17. března 2015 pro Microsoft Windows, PlayStation 3, PlayStation 4, Xbox 360 a Xbox One. Na rozdíl od předchozích dílů série Battlefield se Hardline namísto válčení zaměřuje na kriminalitu, loupeže a policejní složky.
Po vydání se hra setkala se smíšeným přijetím ze strany kritiků, kteří chválili režim hry pro více hráčů, přístupnost a dabing, zatímco kritizovali příběh hry, stealth a naraci. Jedná se o poslední hru série Battlefield, jež byla vydána pro konzole PlayStation 3 a Xbox 360. Byla to také poslední hra, kterou vyvinulo studio Visceral Games, než v roce 2017 ukončilo činnost.

## Hratelnost
Hra Battlefield Hardline se zaměřuje na boj se zločinem a opouští tak od válčení, jež je pro sérii charakteristické. Hlavními skupinami jsou v ní proto speciální policejní jednotky a zločinci. Hráči mají přístup k různým vojenským zbraním a vozidlům, jako je zásahové vozidlo Lenco BearCat, a také disponují policejním vybavením, například tasery a pouty.
Hardline také využívá mechaniku zvanou Levolution ze hry Battlefield 4. Například na mapě „Downtown“ mohou hráči poškodit stavební jeřáb, jenž spadne na budovy v centru města a trosky z nich začnou padat do ulic Los Angeles. Tentokrát se na každé mapě může odehrát několik událostí Levolution, a to jak malých, tak velkých.
Ve hře je k dispozici řada nových herních režimů, včetně režimů „Heist“, „Rescue“, „Hotwire“, „Blood Money“ a „Crosshair“:
- Heist: zločinci se musí vloupat do trezoru plného peněz (na některých mapách pak musí vyhodit do vzduchu dveře pancéřovaného nákladního vozu) a pak balíky s penězi přemístit na místo vyzvednutí; policie je přitom musí zastavit. Pokud se zločincům podaří uniknout a dopravit všechny peníze na místo vyzvednutí, vyhrávají.
- Blood Money: obě skupiny musí získat peníze z otevřené bedny uprostřed mapy a poté je přesunout zpět do obrněného vozu svého týmu. Hráči mohou také ukrást peníze z vozu soupeřova týmu. Vyhrává tým, jenž jako první uloží do svého vozu peníze v hodnotě 5 milionů dolarů, nebo tým, který po uplynutí časového limitu má největší množství peněz.
- Hotwire: podobné jako zabírání vlajek v režimu Conquest, nicméně roli vlajek zde převzali řiditelná auta. Ukořistění aut a jízda s nimi určitou rychlostí vyčerpává body nepřátelského týmu. Vyhrává tým, který sníží počet bodů ostatních týmů na nulu nebo kterému po uplynutí časového limitu zůstane nejvíce bodů.
- Rescue: v tříminutovém režimu 5 vs. 5 hráčů se příslušníci S.W.A.T. musí pokusit zachránit rukojmí držené zločinci. Policisté vyhrají, když buď zachrání rukojmí, nebo zabijí všechny zločince. Zločinci vyhrají zabitím všech policistů nebo bráněním rukojmích, dokud vyjednávání neskončí. Každý hráč má v tomto režimu pouze jeden život, což znamená žádné možnosti respawnu.
- Crosshair: druhý kompetitivní herní režim ve hře Battlefield Hardline. Crosshair také trvá tři minuty a hraje proti sobě pět hráčů v každém z týmů s pouze jedním životem. V režimu se zločinci snaží zabít hráčem ovládanou VIP osobu na straně policistů, jež je bývalým členem gangu a stala se svědkem. Zločinci vyhrají zabitím VIP osoby a policisté vyhrají tím, že VIP dostanou na místo vyzvednutí.[9]

## Vývoj
Hru Battlefield Hardline odhalil na blogu EA viceprezident a generální ředitel studia Visceral Games Steve Papoutsis. Hra měla být oznámena v roce 2014 během veletrhu E3, informace o ní však unikly dříve. Na rozdíl od ostatních her ze série Battlefield, které se vyznačují válčením, se Hardline vyznačuje stylem hry na „policajty a lupiče“. V uniklém traileru se o hře mluví jako o Omaze. „Studio Visceral začalo na hře Battlefield Hardline pracovat zhruba rok předtím, než se začala prodávat hra Dead Space 3,“ prozradil kreativní ředitel Ian Milham, čímž naznačil, že hra mohla být ve vývoji od začátku roku 2012.
Hra Battlefield Hardline byla po svém oficiálním oznámení na Entertainment Expu dne 14. června 2014 spuštěna v uzavřené beta verzi, jež byla dostupná na osobních počítačích a konzoli PlayStation 4. Beta skončila 26. června téhož roku.
Během veletrhu společnost Electronic Arts potvrdila, že hra poběží na konzoli na PlayStation 4 v rozlišení 1080p a stejného rozlišení chce dosáhnout i ve verzi pro Xbox One. Nicméně 8. března 2015 studio Visceral Games odhalilo, že verze pro PlayStation 4 poběží pouze v rozlišení 900p a verze pro Xbox One v 720p. Dne 3. února 2015 byla na všech platformách spuštěna otevřená beta verze hry. Údajně se jí zúčastnilo sedm milionů lidí a setkala se s pozitivním přijetím ze strany kritiků i hráčů. Dne 24. února 2015 Electronic Arts potvrdilo, že vývoj hry byl dokončen a že se připravuje její výroba a vydání.

## Vydání
Dne 22. července 2014 společnost Electronic Arts oznámila, že vydání hry Battlefield Hardline se odkládá z 21. října 2014 na 17. března 2015. Důvodem odkladu byla implementace zpětné vazby poskytnuté během veřejné betaverze.

### Stahovatelný obsah
Prémiová edice hry byla oznámena 2. března 2015. Hráčům, kteří si prémiovou edici zakoupili, se odemklo několik funkcí, včetně masek, dílny na zbraně, jež hráčům umožňuje upravovat své zbraně, a „legendárního statusu“, funkce týkající se systému postupu ve hře. Ve stejný den byla oznámena čtyři rozšíření základní hry, a to jmenovitě Criminal Activity, Robbery, Getaway a Betrayal. Podobně jako v prémiovém programu hry Battlefield 4 získali prémioví členové Hardlinu přístup k rozšířením o dva týdny dříve než ostatní hráči. V DLC Criminal Activity byly do hry přidány čtyři nové mapy, nová vozidla, masky a zbraně. Podle hlavního producenta multiplayeru Zacha Mumbacha by měl balíček klást větší důraz na „zničitelnost“ prostředí. Do hry byl přidán také nový herní režim nazvaný „Bounty Hunter“. DLC vyšlo 16. června 2015. Druhé rozšíření nazvané Robbery obsahuje nové barvy, zbraně, „legendární super funkci“ a režim pro více hráčů „Squad Heist“, ve kterém proti sobě hrají dva týmy o pěti členech. Balíček byl vydán v 16. září 2015. V pořadí třetí rozšíření Getaway bylo vydáno 12. ledna 2016 a přidává do hry nový režim „Capture the Bag“ a nové mapy. Poslední rozšíření zvané Betrayal vyšlo 1. března 2016. Obsahuje nové čtyři mapy, zbraně a vozidla a přidává k dílně na zbraně novou funkci, jež umožňuje hráčům přizpůsobit si zbraně a uniformy.